# Inherit the Earth
Inherit the Earth, även kallad Inherit the Earth: Quest for the Orb är ett datorspel inom genren äventyrsspel som släpptes 1994, spelet utvecklad av The Dreamers Guild och utgiven av New World Computing.

## Handling
Inherit the Earth utspelas i en värld som är befolkad av antropomorfa djur och människor existerar inte längre. Spelets huvudperson Rif, en räv från sin stam anklagas för att ha stulit Orb of Storms som kan kontrollera vädret. För att rentvå beslutar Rif att undersöka om vem som har tagit Orb of Storm.

## Nylansering
2000 bildade Joe Pearce, tidigare anställd på Dreamers Guild nya företaget Wyrmkeep Entertainment. Pearce köpte rättigheterna för spel och gav ut spelet som egen utgivare.

## Mottagande
Tidskriften Computer Gaming World gav spelet betyget 2.5 stjärnor av 5, dom hyllade spelets grafik men kritiserade spelet för labyrinter och olika uppdrag. Svenska Hemdatornytt gav spelet beröm som rekommenderades för barn.
Enligt Joe Pearce på The Dreamers Guild var Inherit the Earth en kommersiell flopp Spelet blev dock omtyckt av furries.

## Uppföljare
Enligt Lisa Jennings som arbetade med spelet fanns det planer att producera en trilogi men kom inte i produktion på grund av konflikt mellan utvecklaren och utgivaren.
I januari 2013 försökte The Wyrmkeep Entertainment, spelets nuvarande utgivare att starta ett projekt med Kickstarter för att kunna finansiera spelets budget men uppfyllde inte förväntningarna. Företaget gjorde ett andra försök där man planerade att ha röstskådespelare i projektet. Detta projekt uppfyllde inte målet. I mars 2015 startades företaget en kampanj med Patreon för att kunna finansiera uppföljarens uppdelad i tre kapitel. Projektet uppges vara under 30.000 dollar.

## Webbserie
Spelet fick en fortsättning i en webbserie ritad av Allison Hershey och manus av Joe Pearce, ägare till Wyrmkeep Entertainment.